# Campeonato Paulista de Futebol de 1999 - Série A3
O Campeonato Paulista de Futebol de 1999 - Série A3 foi a 46.ª edição da competição de futebol de São Paulo, equivaleu ao terceiro nível do futebol do estado.

## Participantes
| - Atlético Sorocaba (Sorocaba) - Bandeirante (Birigüi) - Ferroviára (Araraquara) - Garça (Garça) - Internacional (Bebedouro) - Jaboticabal (Jaboticabal) - Mauaense (Mauá) - Nacional (São Paulo) | - Oeste (Itápolis) - Olímpia (Olímpia) - Rio Preto (São José do Rio Preto) - São Bento (Sorocaba) - Taquaritinga (Taquaritinga) - Taubaté (Taubaté) - União Mogi (Mogi das Cruzes) - XV de Jaú (Jaú) |

## Final

### Jogo de ida
| 22 de agosto | Oeste | 0 – 0 | Rio Preto |  |
|              |       |       |           |  |

### Jogo de volta
| 29 de agosto | Rio Preto | 3 – 0 | Oeste |  |
|              |           |       |       |  |

## Premiação
| Campeonato Paulista de 1999 - Série A3 |
| -------------------------------------- |
| Rio Preto Campeão (2º título)          |